# 橄榄山喷泉
橄榄山喷泉（Fontana di Monteoliveto），又名卡洛斯二世喷泉或小国王喷泉(del Re Piccolo)，是一个巴洛克雕塑喷泉，位于意大利那不勒斯市中心。

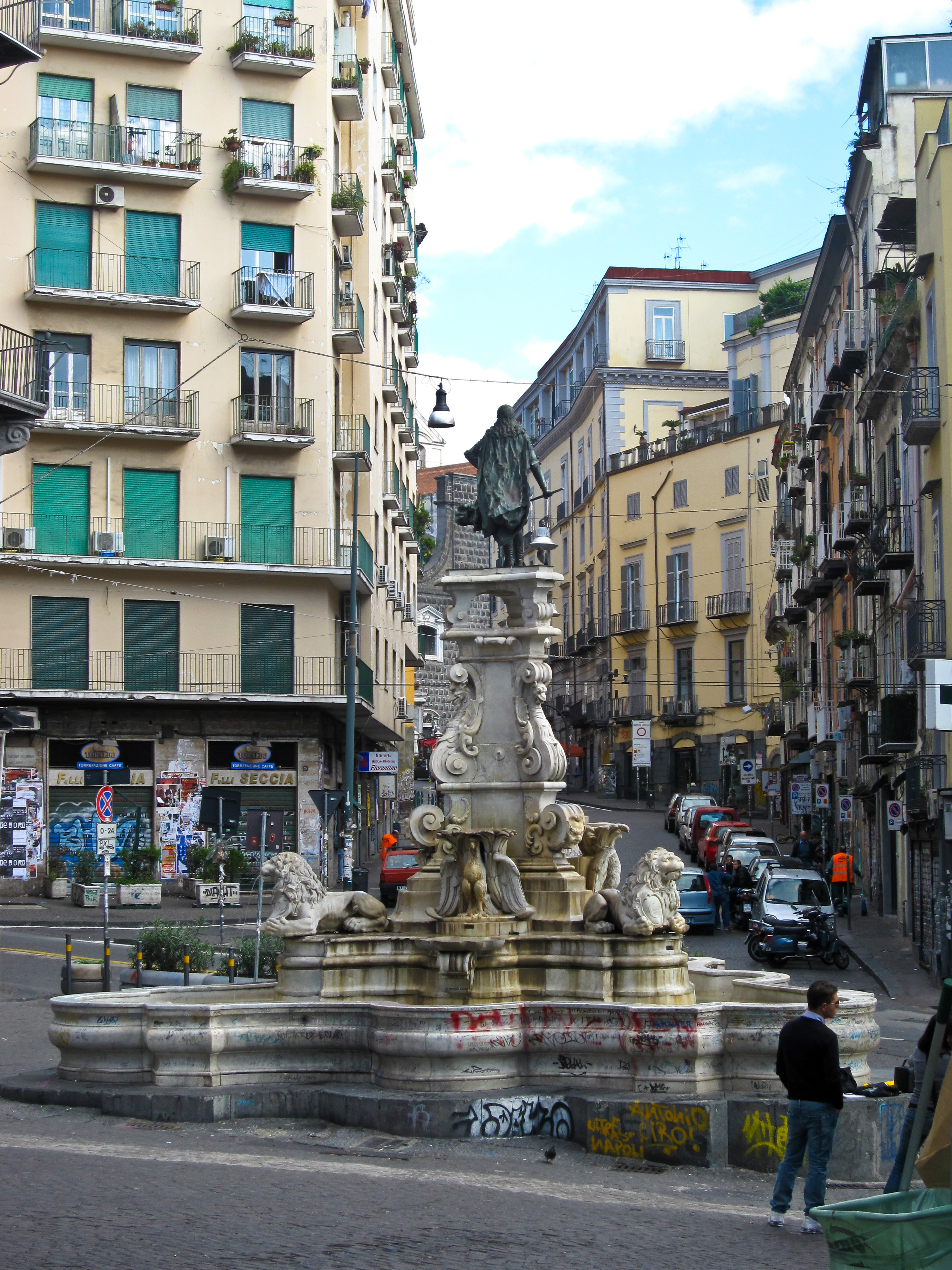
橄榄山喷泉

40°50′43″N 14°15′03″E / 40.845400°N 14.250830°E

## 历史
1660年代，很多建筑师和石匠参与了引水工程。中央雕塑由总督阿拉贡的佩德罗·安东尼委托建筑师Cosimo Fanzago, 完成于1699年。顶部矗立卡洛斯二世铜像。橄榄山喷泉位于橄榄山广场，又名大圣三小广场（piazzetta Trinità Maggiore），面向伦巴第的圣亚纳堂。街对面是文艺复兴建筑格拉维纳的奥尔西尼宫。在喷泉的西北方，可以看到新耶稣广场的雕塑“圣母无染原罪尖顶”（Guglia dell’Immacolata）和圣嘉勒修道院。那不勒斯另一个同时期的喷泉是位于南面几个街区麦地那街的海神喷泉。